# 3D tisk

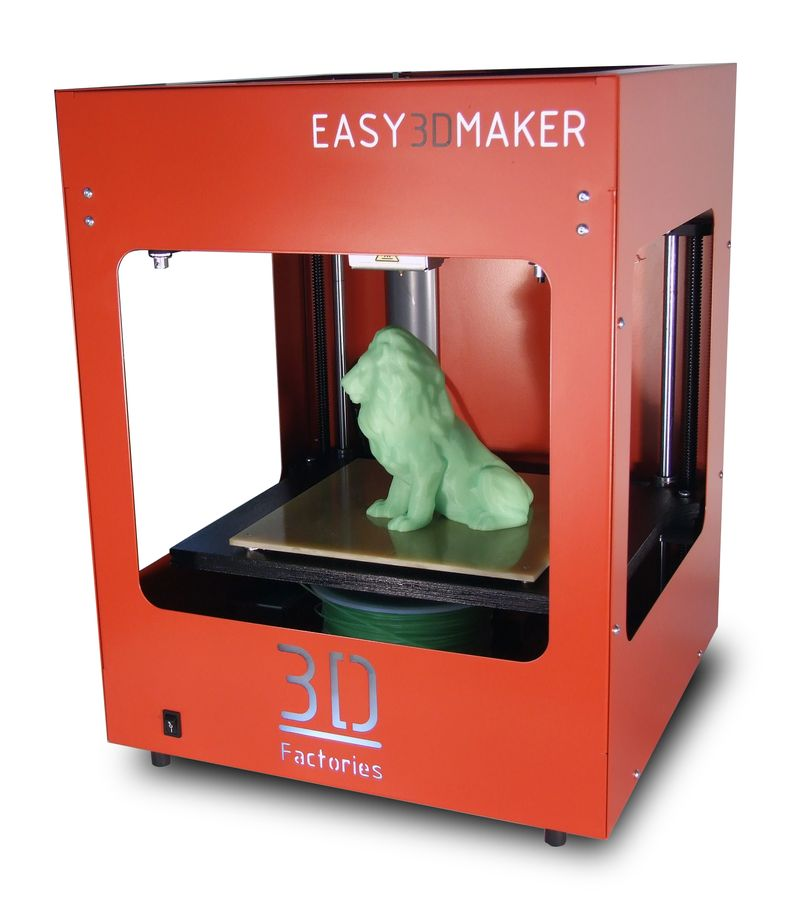
3D tiskárna Easy3DMaker

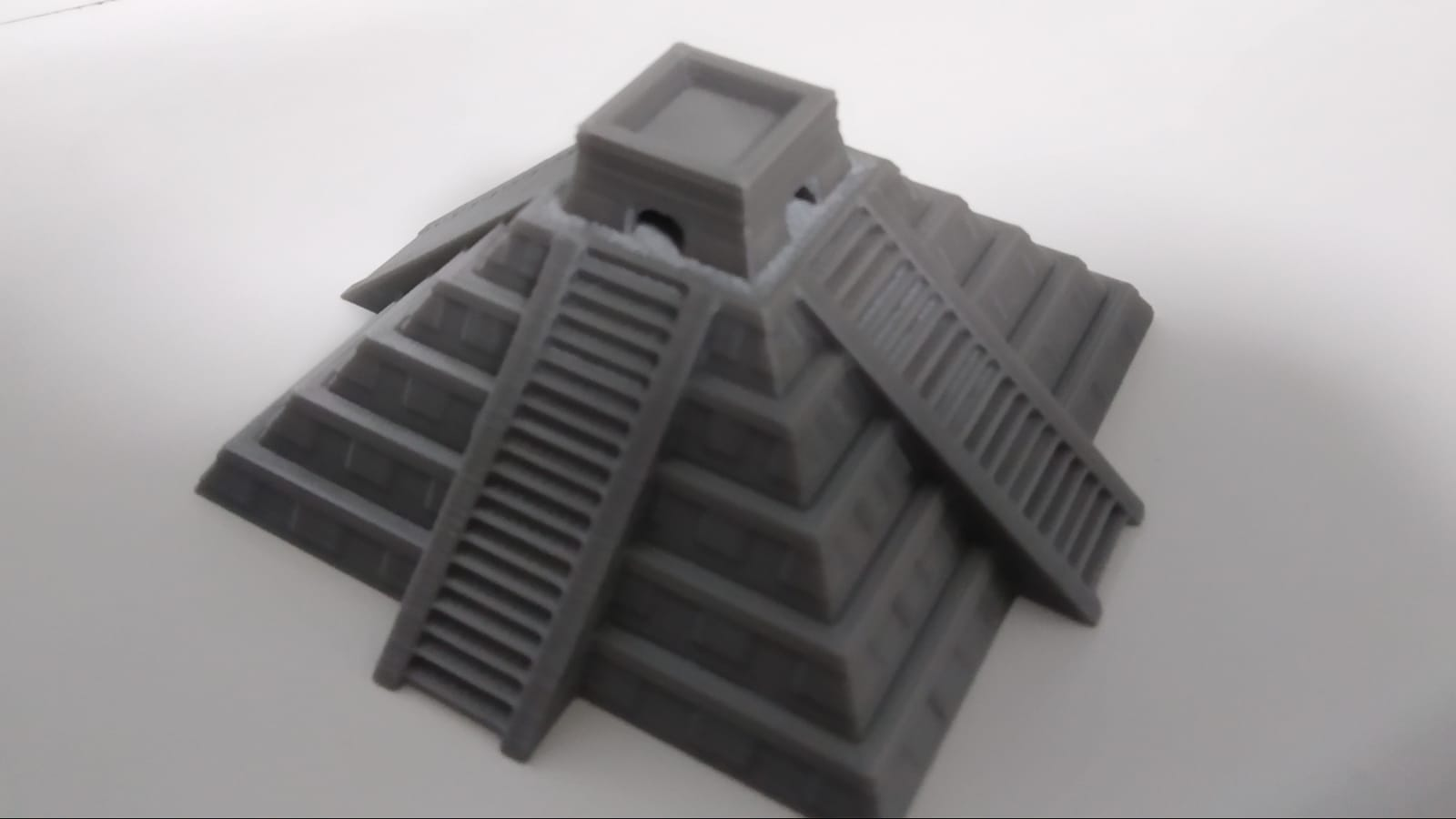
Pyramida v Chitzén Itzá vytisknutá na 3D Tiskárně

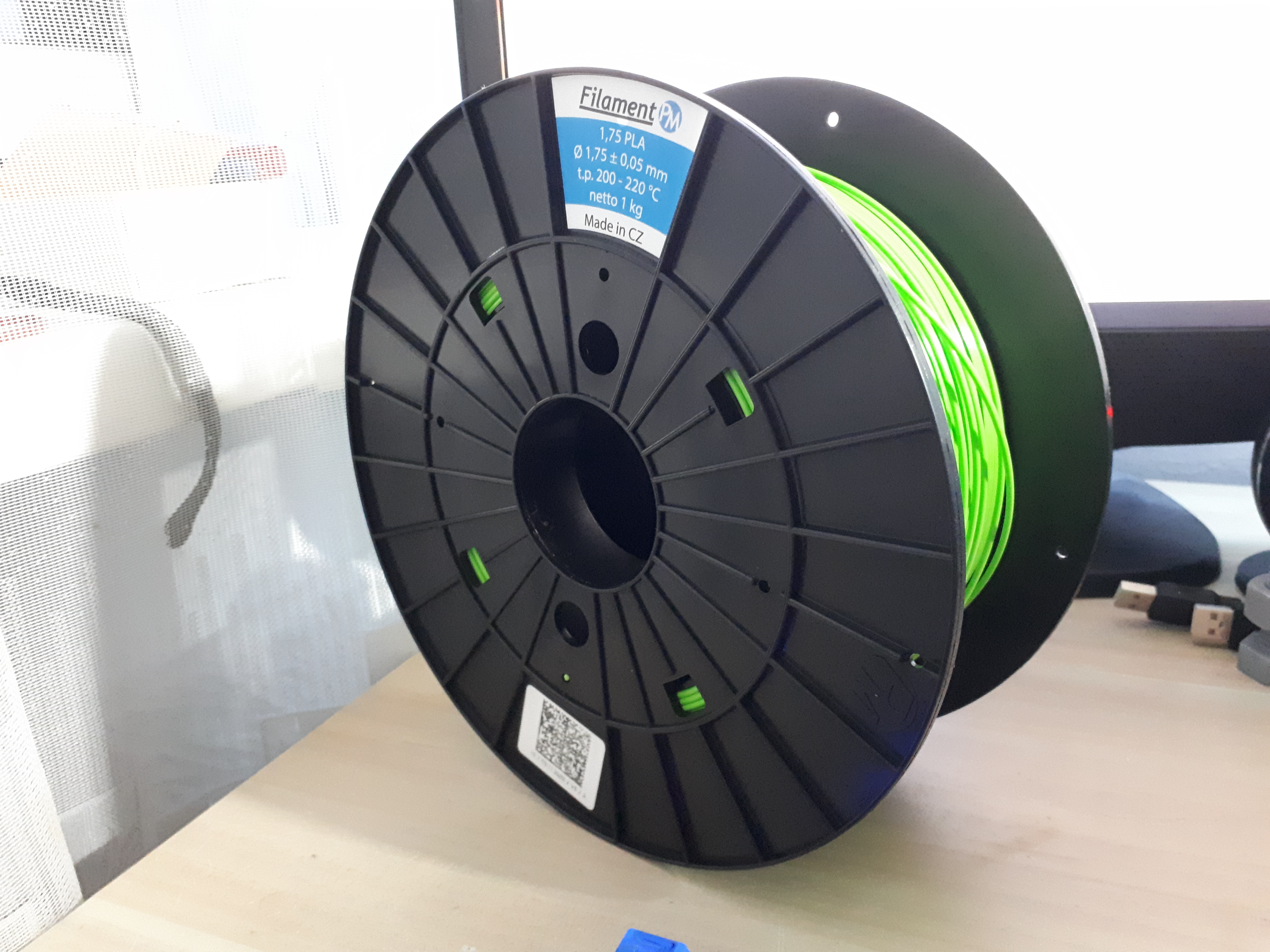
Filament PLA od českého výrobce Plasty Mladeč

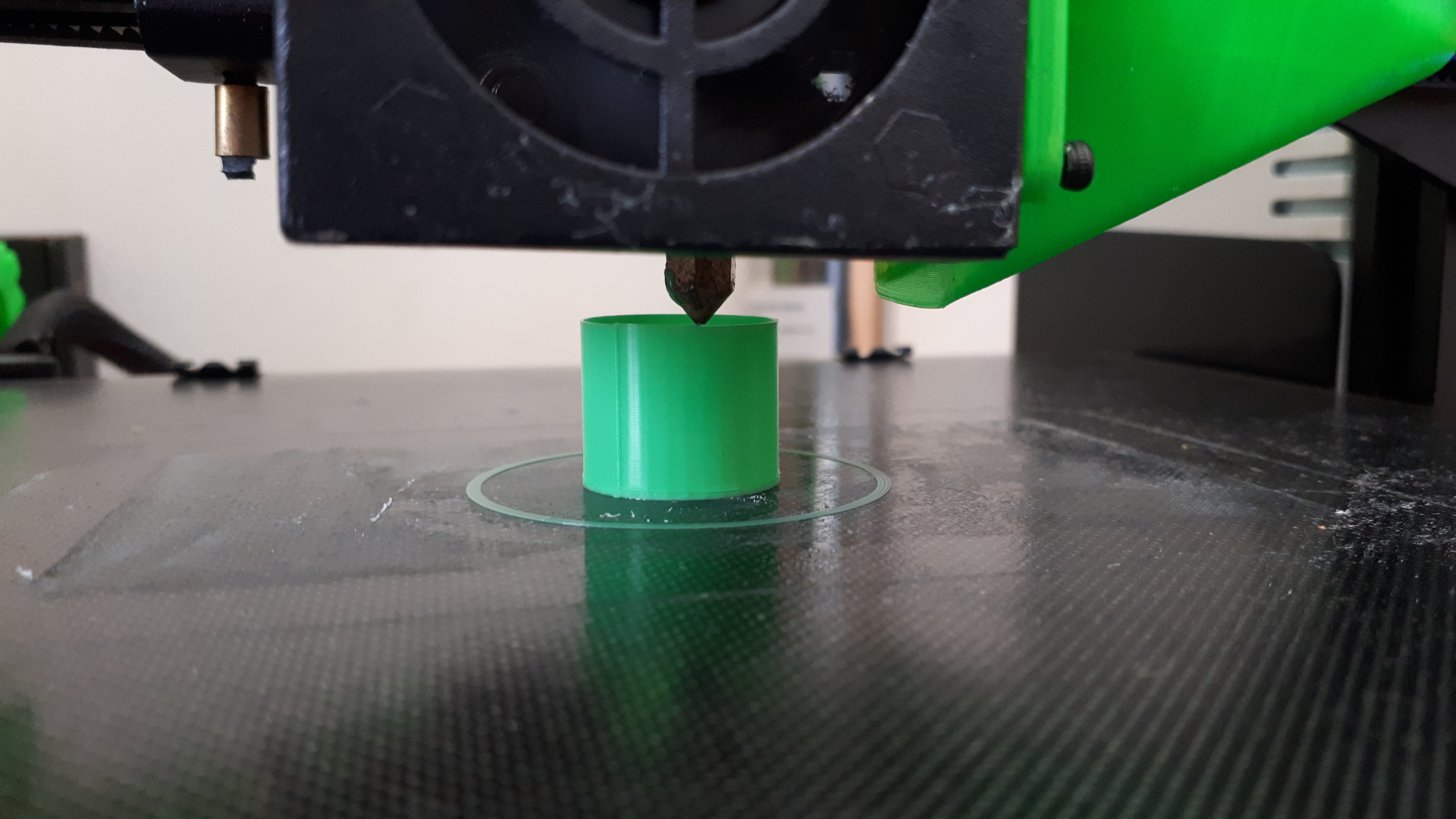
Průběh 3D tisku FDM. Materiál je vytlačován z nahřáté trysky

3D tisk neboli aditivní výroba také inkrementální nebo přírůstková výrobní technologie (anglicky 3D printing neboli additive manufacturing (AM)) je proces tvorby třídimenzionálních pevných objektů z digitálního souboru (Additive Manufacturing File – AMF). V aditivních procesech je objekt vytvořen pokládáním souvislých vrstev materiálu, dokud není celý projekt dokončen. Každá z těchto vrstev může být považována za úzce rozříznutou horizontální sekci daného objektu. Z mechanismů 3D tisku také vychází technologie 3D per.

## Historie
Počátky technologie 3D tisku spadají do druhé poloviny 20. století, kdy si Chuck Hull nechal v roce 1986 patentovat technologii stereolitografie. Tato technika spočívá v trojrozměrném laserovém tisku s využitím UV laseru a tekutého fotopolymeru. Ale už roku 1980 se pokusil podat patent Hideo Kodama. Před koncem 90. let pak Chuck Hull pod hlavičkou jeho nové firmy 3D Systems vytvořil první zařízení tisknoucí v 3D formátu pro širokou veřejnost, tzv. stereolitografický aparát SLA-1. V té době se tomuto zařízení ještě neříkalo 3D tiskárna, nicméně modely SLA se také staly základem vývoje dnešních 3D tiskáren či CNC strojů. SLA-1 byl využíván pouze beta zákazníky a postupně upravován až přišla na svět podoba SLA-250, která byla nabídnuta široké veřejnosti. StereoLithography Apparatus SLA-1 je doposud k vidění ve Fordově muzeu v Dearborn, Michigan.
Nástup konkurence na trh přinesl nové technologie, např. modelování depozicí taveniny (FDM, Fused Deposition Modeling) využívající termoplast či selektivní laserové spékání (SLS, Selective Laser Sintering) pracující s CO2 laserem a práškovým materiálem. Jednou z posledních technologií, které vstoupily na trh, je pak 3D tisk pomocí femtosekundových laserových svazků ve světlocitlivých materiálech (např. fotopolymerech).
3D Systems si však dlouho držela vedoucí pozici na trhu. Pro ukázku, do roku 1996 se po celém světě prodalo přes 600 různých přístrojů SLA.
V roce 1993 Massachusettský technologický institut (MIT) patentoval technologii trojrozměrných tiskařských technik, která pracovala s práškovým materiálem a tekutým spojovačem. Licenci k této technologii poté koupila firma Z Corporation a na její bázi započala vývoj 3D tiskáren jako takových.
Pojem 3D tiskárna tedy pochází až z druhé poloviny 90. let.
Počátkem roku 2012 bylo vynalezeno první 3D pero 3Doodler.
Je tedy zřejmé že 3D tisk ohraničuje více typů technologií.
Roku 2024 byl podíl Číny na 3D tisku více než 90 %.
Typy 3D tiskových technologií:
- 2PP – Two Photon Polymerization
- ADAM – Atomic Diffusion Additive Manufacturing
- BJ – Binder Jetting
- CFF – Continuous Filament Fabrication
- DED – Direct Energy Deposition
- DLP – Digital Light Processing
- DLS – Digital Light Synthesis
- DMLS – Direct Metal Laser Sintering
- EBM – Electron Beam Melting
- FDM – Fused Deposition Modeling
- FFF – Fused Fillament Fabrication
- hyFAM - Hybrid Formative-Additive Manufacturing method
- IJ – InkJet
- LDA – Nozzle-based method laser deposit welding with wire
- LMF – Laser Metal Fusion
- LOM – Laminated Object Manufacturing
- LPA – Nozzle-based method laser deposit welding with powder
- LPBF – Laser Powered Bed Fusion 1990
- LPM – Layered Powder Metallurgy
- MAPS – Metal Additive using Polymer Sheets
- MJF - Multi Jet Fusion
- MJP – Multi Jet Printing
- MULTI JET MODELING
- PBF – Powder Bed Fusion
- POLYJET MATRIX
- PµSL – Projection Micro Stereolithography
- Rapid Freeze Prototyping
- RAD – Resonance-Assisted Deposition
- SIM – Sound Induced Morphogenesis
- SLA – Stereolitography apparatus
- SLE – Selective Laser Etching
- SLS – Selective Laser Sintering
- SLM – Selective Laser Melting
- SHS – Selective Heat Sintering

## Průběh tisku
K vytištění výrobku je potřeba několik kroků. Prvním je vytvoření 3D modelu. Je zde několik možností jak vytvořit 3D model – nejrozšířenější a i nejjednodušší je vymodelování 3D modelu v tzv. CAD softwaru, další způsob je použití 3D skener a poslední možností je použití obyčejné digitální kamery a fotogrammetrického softwaru. Vytvoření 3D objektu v CAD softwaru je celkem náročné a vyžaduje znalost daného softwaru, avšak uživatel si může se znalostí několika technik vytvořit téměř libovolný objekt. 3D skener je speciální zařízení, které umožňuje naskenovat danou věc v reálném světě a převést jí do digitální podoby, ale ta obsahuje chyby a proto se poté ještě musí upravit v CAD softwaru. V posledních letech se také vynořují takzvané „3D tržiště“, kde je možné stáhnout/koupit mnoho různých hotových 3D modelů, takže uživatel nemusí umět v CAD softwaru.
Poté, co je vytvořen/stažen 3D objekt může nastat fáze samotného tisku. Ale před tím se ještě musí provést převod 3D modelu do formátu STL nebo OBJ tak, aby ho software pro ovládání tiskárny přečetl. Dále se musí z formátu STL vytvořit samotné instrukce pro tiskárnu (pohyb motorů, ovládání trysky, …). Tyto instrukce se nazývají tzv. G-kód (G-Code) a pro jejich vytvoření se využívají nejčastěji programy Skeinforge, Slic3r, Cura, atd. G-Code se pošle tiskárně, která pak daný objekt vytiskne.
Většinou se po výtisku ještě objekt upraví. Tyto úpravy zahrnují mimo jiné opilování, odlomení tzv. podpůrných konstrukcí (u technologie FDM) nebo třeba vyčištění (jiné technologie).

## Trendy
Po roce 2003, kdy byl vývoj technologie urychlen vypršením některých patentů, se objevuje nová technologie polyjet, která pracuje s polymerem, který v tenkých vrstvách pokládá na podložku. Hlavice taví plast ze zásobníku a dvojrozměrně ho pokládá na podstavec, který se pohybuje ve třetím směru. Z konkrétních materiálů se využívají akrylonitrilbutadienstyren (ABS), polylaktid (PLA) či polyethylentereftalát (PET).
V praxi je tato technologie vhodná i pro 3D tiskárny menších rozměrů, což dává předpoklady pro možnosti domácího nasazení. Technologie tisku roztaveným plastem jde současně s vývojem malých domácích 3D tiskáren, které jsou stále více v oblibě. Příkladem domácí tiskárny je RepRap, který je vyvíjen mezinárodní DIY/Maker komunitou a jeho kompletní návrh je volně k dispozici jako otevřený hardware. Lze tisknout i z kovu, skla či buněk.

### Komerční vývoj a využití v České republice
Komerční 3D tisk, jehož počátky sledujeme až do osmdesátých let 20. století, je dosud doménou zejména průmyslových firem a podstatná většina produkce 3D tiskáren na světě směřuje do oblasti vývoje prototypů. Největšími světovými výrobci 3D tiskáren jsou společnosti Stratasys a 3D Systems. V České republice byly první průmyslové 3D tiskárny instalovány v polovině devadesátých let brněnskou společností MCAE Systems, jejíž zařízení využívá například Škoda Auto, Tescoma nebo mnozí dodavatelé v automobilovém a leteckém průmyslu. V období největšího rozmachu osobního 3D tisku také v Česku vzniklo několik start-upů, jež vyvíjejí a vyrábějí své vlastní 3D tiskárny, mj. firmy Aroja, be3D nebo David Paškevič (3dsimo). 3D tiskárna Prusa i3, nesoucí jméno českého vývojáře Josefa Průši, je dosud nejoblíbenější osobní 3D tiskárnou na světě. Většinu aktivit v oblasti profesionálního 3D tisku v České republice od roku 2012 zastřešuje konzultant v oblasti aditivní výroby Jan Homola, zakladatel Klastru aditivní výroby, pořadatel největších středoevropských konferencí a výstav o 3D tisku „3D tisk - trendy, zkušenosti a obchodní příležitosti“ na Mezinárodním strojírenském veletrhu, výstavy 3Dexpo a vydavatel webu 3D-tisk.cz, jehož obsah je archivován Národní knihovnou ČR. 3D tisk jako službu při prototypování a malosériové výrobě poskytují i menší firmy.

## Využití
Navzdory velkému zájmu o technologie 3D tisku ze strany médií, jež informují zejména o okrajových a „populárních“ způsobech využití 3D tiskáren, jako je 3D tisk ve vesmíru nebo medicínské experimenty, spadá většina dosavadních aplikací do oblasti vývoje výrobků v průmyslu. Podle výzkumné organizace Gartner v roce 2014 tvořilo cca výrazně nadpoloviční většinu aplikací 3D tisku prototypování a vývoj výrobků. K prvnímu tisku ve vesmíru, konkrétně na nízké orbitě Země, došlo v listopadu 2014, kdy byly vytištěny první testovací vzorky na ISS. Využití 3D tisku pro produkční účely lze sledovat až přibližně od roku 2020, kdy se začíná objevovat širší spektrum komerčně dostupných výrobků využívajících technologii 3D tisku ve své konstrukci. Jedním z příkladů může být bezpilotní vírník ThunderFly TF-G2, který využívá dlouho diskutované vlastnosti 3D tisku, kterými je možnost snadné opravy a modifikovatelnosti konstrukce. 

### Velikostní extrémy
Objekty s nejmenšími detaily vytvořené pomocí 3D tisku jsou v současné době vytvářeny pomocí laserové 3D litografie, konkrétně pomocí nelineární dvoufotonové absorpce intenzivního laserového svazku v světlocitlivé tekuté pryskyřici. Takto je možné vytvářet objekty se submikronovými detaily. První přístroje tohoto typu uvedla na trh firma Nanoscribe , jako spin-off z Technologického ústavu v Karlsruhe. Výzkum na Technische Universität Wien odhalil, že je možné vytisknout i objekty v nanometrových velikostech.
Druhým extrémem jsou stavby vytvořené 3D tiskem. Takto „vytisknuté“ domy mají nesporné výhody oproti domům klasickým. Například v čase stavby, kdy 3D tiskárně stačí rekordních 20 hodin k uskutečnění projektu. Dále také ušetření provozních nákladů, vzhledem k počtu lidí provádějících stavbu. Čínská firma WinSun v jednom dni vytiskla 10 jednopatrových domků. Použili při tom tiskárnu o rozměrech 10 metrů na výšku a 6,6 metru na šířku.

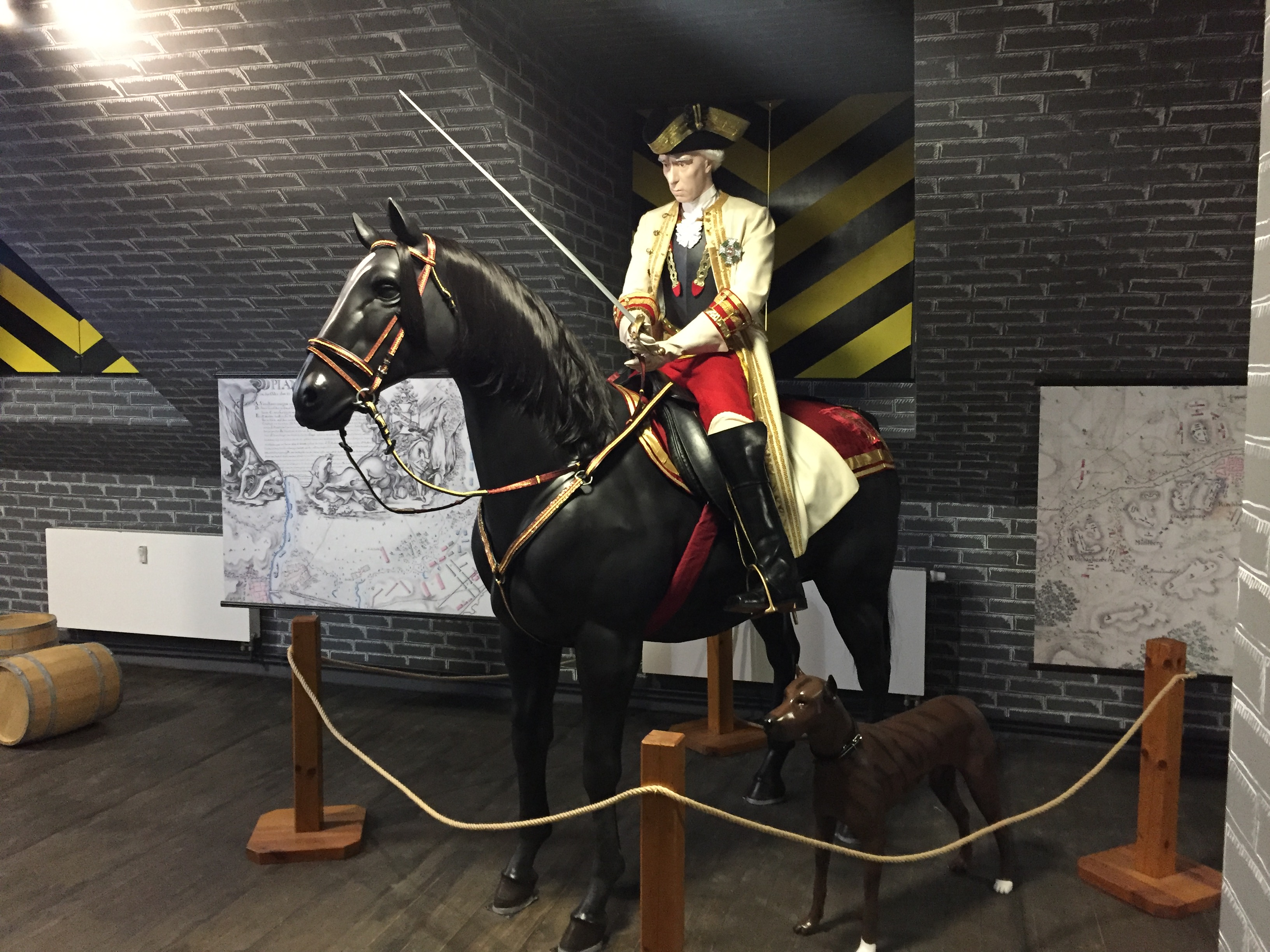
Jezdecká postava, generála Laudona. Návštěvnické centru v Novém Jičíně (v domě kde Laudon zemřel), autentický obličej naskenovaný podle busty, kompletně vyrobeno pomocí 3D tisku. autor: Petr Podola

Prvním největším výtiskem v České republice je sousoší jezdecké postavy, „Generál Laudon na koni a pes“ nalézá se v expozici Laudonův dům v Novém Jičíně.

### Zdravotnictví
Vědci tisknou objekty podobné kostem a podařilo se již vytisknout umělou čelist a lidské ucho. Lékaři doufají,[zdroj?] že technologie nakonec umožní upravit tiskárnu a zásobník tak, aby šlo tisknout „živé“ objekty. Šlo by o vrstvy ze skutečných buněk, které by po nanesení zůstaly funkční. K tomuto postupu by se používala náplň z embryonálních kmenových buněk. Tento materiál je však vysoce citlivý a tak je potřeba tisknout v prostředí, které je pro tento typ buněk uzpůsobeno. Tato technologie by otevřela cestu k vytváření celých orgánů pro transplantace.

### Spotřební zboží
Aktuálním trendem v tomto oboru je tisk nejen surovin, ale už i celého pokrmu. Tento projekt rozvíjí i NASA. Astronauti by se měli dostat k chutnému, výživnému a snadno připravitelnému jídlu. Předpokládá se využití několika náplní, které se na sebe postupně navrství až do konečné podoby.
Na konferenci CES (Veletrh spotřební elektroniky) 2014 Avi Reichental představil typy tiskáren, které laické veřejnosti vytisknou cukrovinky kdekoliv. Tyto tiskárny používají k tisku čokoládu či cukr naplněný vanilkovou, mentolovou nebo melounovou příchutí. Zajímavostí je, že díky nanášení vrstvy za vrstvou je možno dosáhnout tvarů, které by se v klasické gastronomii neobjevily.

### Zbraně
V roce 2012 aktivistická skupina z USA Defense Distributed na svých stránkách uveřejňuje plány a materiály k domácímu vytištění zbraně v 3D tiskárně. Tento krok však nevyvolal žádné pozdvižení, protože se nejednalo o klasickou „palebnou“ zbraň, ale šlo pouze o zbraň plastovou, která byla schopna vystřelit jen jeden plastový projektil. Skupina pokračuje ve své činnosti dále a vyvíjí plány na zásobník a náboje ke zbrani AR-15 a náboje ke zbrani AK-47 (stále plastové). Karta se však obrací 5. května 2013 kdy se na stránkách této organizace objevuje plánek k vytištění jedno-projektilové pistole „The Liberator“. Tato zbraň je totiž schopna vystřelit náboj .380 ACP8, který se normálně používá ve zbraních s ráží 9 mm. Již 9. května stejného roku je tato skupina kontaktována Ministerstvem zahraničí Spojených států amerických s požadavkem ohledně stažení těchto plánů. Tvrzení bylo takové, že skupina tímto porušovala ústavu. Skupina okamžitě vyhověla, v tu dobu se už ale plány nacházely na mnoha internetových stránkách a fórech.
V roce 2013 Texaská společnost Solid Concepts demonstruje vytištěnou kovovou verzi pistole M1911 pomocí průmyslové 3D tiskárny.

### Umění

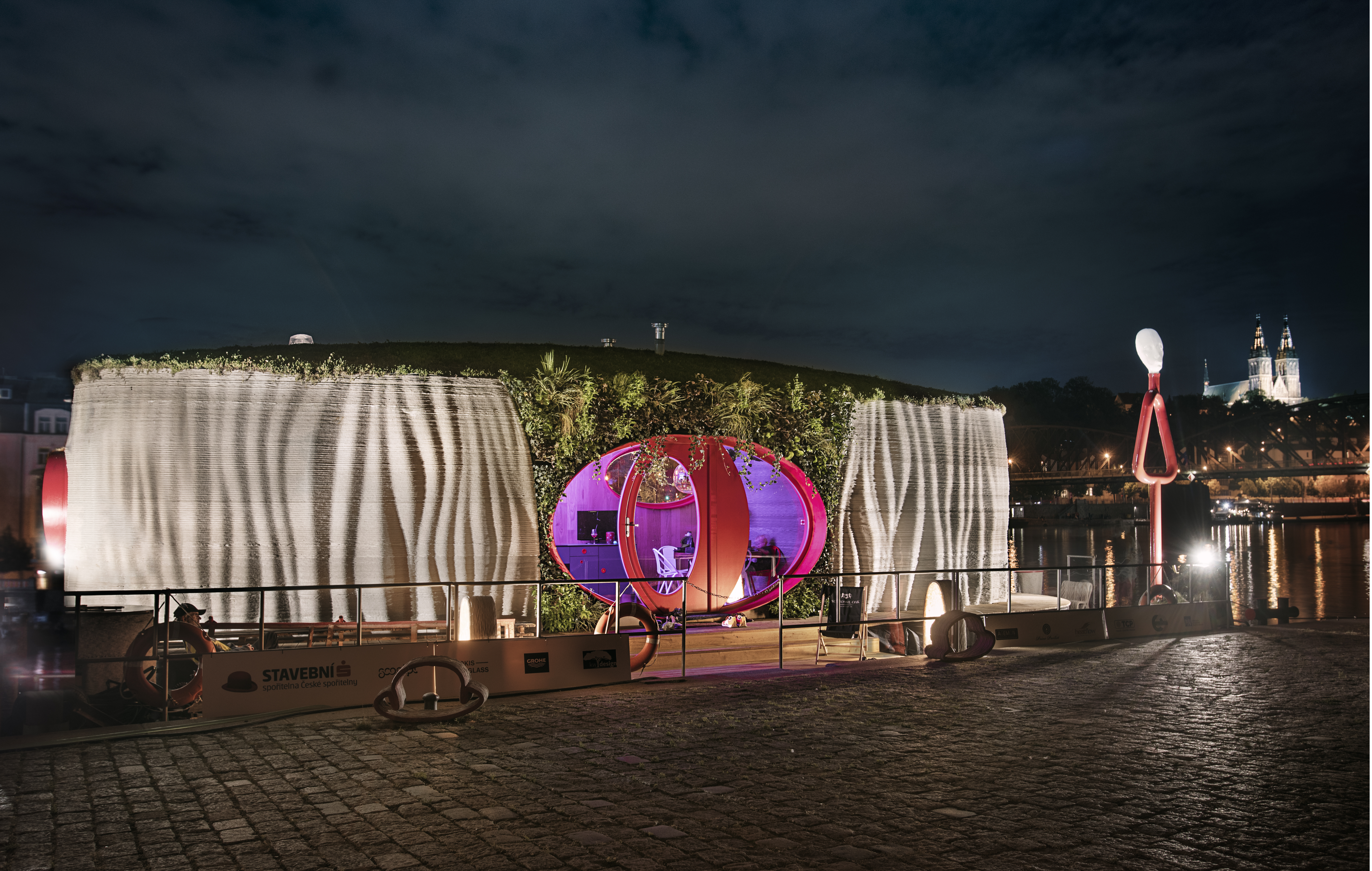
1. český 3D tištěný dům z betonu Prvok od Buřinky. Realizace: Buřinka Stavební spořitelna České spořitelny a firma Scoolpt.

V roce 2005 se v akademických kruzích začalo mluvit o možném použití 3D tisku v umění. O dva roky později média pokračují článkem v deníku Wall Street Journal a Time Magazine, kde ukazují 3D vytištěné počiny mezi stem nejlepších designů roku. Během London Design Festival v roce 2011 byla 3D tisku v umění věnována dokonce celá instalace ve V&A (Victoria and Albert Museum). Instalace byla pojmenována Industrial Revolution 2.0 : How the Material World will Newly Materialize.
Část z nedávného vývoje 3D tisku byla odhalena během 3DPrintshow v Londýně, která se konala v listopadu 2013 a 2014. Umělecká expozice obsahovala vytištěná díla z plastu i kovu. Několik umělců, jako je Joshua Harker, Davide Pretem Sophie Kahn, Helena Lukášová, Foteini Setaki ukázali, jak 3D tisk může změnit estetické a umělecké postupy.

### Stavebnictví
Začíná se experimentovat také s 3D tiskem pro stavění domů a budov. Věnuje se tomu například americká firma Apis Core nebo startup Icon, který se snaží o tisk nízkonákladových domků v chudinských oblastech Latinské Ameriky. Mezi další společnosti, které se 3D tiskem budov zabývají, patří také čínská firma WinSun, která má v Šanghaji obří 3D tiskárnu s výškou 20 metrů, šířkou 10 m a délkou dokonce 40 metrů.
V roce 2020 vznikl první český 3D tištěný dům Prvok od Buřinky umístěný na Vltavě v Praze. Za projektem stojí firma Scoolpt a Buřinka Stavební spořitelna České spořitelny.

### Domácí využití
Malé 3D tiskárny se začínají čím dál více využívat také v domácnostech, zejména mezi nadšenci v oblasti technologie. Existuje mnoho aplikací, kde je možné jednoduché 3D modely navrhnout i bez velkých znalosti CAD softwaru. Malé 3D tiskárny se v domácnostech využívají zejména na drobné domácí potřeby, náhradní díly, dekorace, hračky nebo jiné pomůcky, které se vám mohou v domácnosti hodit.

## 3D tisková farma

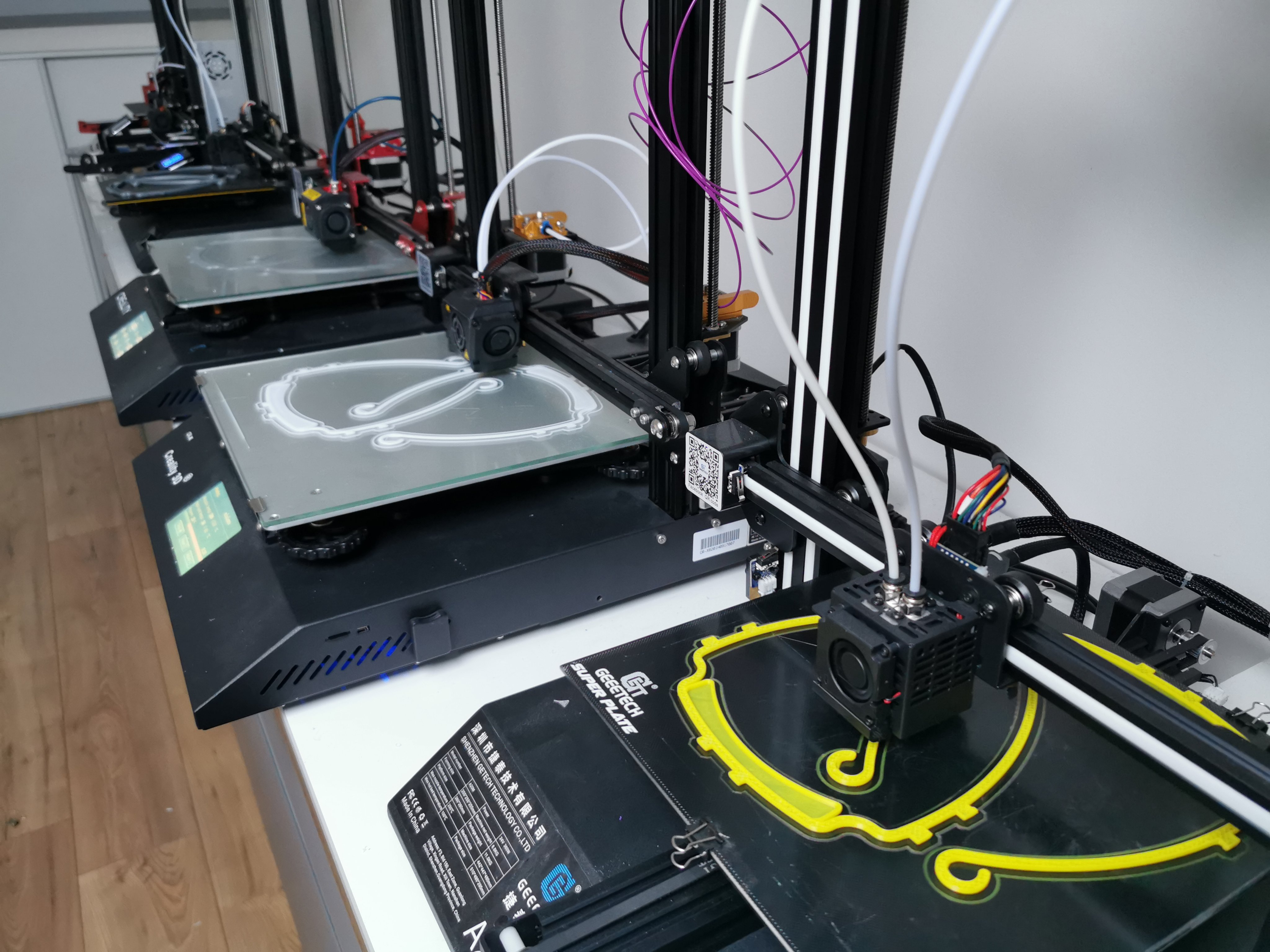
3D tisková farma

Jedná se o označení více zařízení, která slouží k masové výrobě předmětů pomocí technologie 3D tisku. Tento koncept se stal revolučním přístupem k výrobě, umožňujícím rychle a efektivně vytvářet tisíce až miliony identických 3D tištěných objektů.
Princip farmy spočívá ve sdružení několika 3D tiskáren do jediného systému, který umožňuje automatizovanou výrobu. To znamená, že místo ručního přípravy a tisku jednoho objektu po druhém může farma vytisknout několik objektů současně. To zvyšuje výrobní kapacitu a zefektivňuje celý proces.
Jedním z hlavních přínosů farmy je zkrácení času výroby. Díky paralelnímu tisku a možnosti nepřetržitého provozu se doba potřebná k vytištění velkého množství objektů výrazně snižuje. To je zvláště výhodné pro průmyslovou výrobu, kde je potřeba rychlého dodání velkých sérií výrobků. Další výhodou je flexibilita výroby. Díky tomuto systému je možné snadno přizpůsobit výrobu a vytisknout různé objekty z různých materiálů najednou. To je důležité pro firmu, která potřebuje vyrábět širokou škálu produktů nebo různé varianty jednoho produktu.
Využití farem je široké a nachází uplatnění v mnoha odvětvích. V automobilovém průmyslu se mohou používat pro výrobu prototypů, náhradních dílů nebo dokonce přímo pro výrobu vozidel. Ve zdravotnickém sektoru umožňují výrobu individuálních implantátů a protéz.
Největší 3D tisková farma se nachází v Česku v Praze-Holešovicích.

## Velkoformátový 3D tisk
Umožňuje vytvářet velké, složité a funkční prototypy, nástroje, součásti nebo dokonce i hotové výrobky rychle a za relativně nízkou cenu.
Velkoformátový 3D tisk je využitelný napříč obory – v architektuře, designu, obnovitelných zdrojích, leteckém a automobilovém průmyslu nebo také ve výrobě forem obzvláště pro rychlé prototypování pro sériovou produkci. 
Po tisku se většinou vytisknutý díl ještě zpracovává (např. obrábí).